# Reação de Heck-Matsuda
A reação de Heck-Matsuda (reação HM) é uma reação de acoplamento de grupos aril a alcenos catalisada por paládio, que usa sais de arenodiazônio como uma alternativa aos haletos de arila e triflatos que caracterizam outro acoplamento (reação de Heck).
O uso de sais de arenodiazônio apresenta algumas vantagens em relação aos eletrófilos haletos de arila tradicionais. Por exemplo, o uso de fosfinas como ligantes do catalisador não é necessário e, portanto, a realização da reação não requer condições aeróbicas, o que a torna mais prática. Além disso, a reação pode ser realizada com ou sem base e geralmente é mais rápida que o acoplamento de Heck tradicional:
Álcoois alílicos, alcenos conjugados, heterociclos insaturados e alcenos não ativados podem ser arilados com sais de arenodiazônio usando catalisadores simples como acetato de paládio (Pd(OAc)2) ou tris(dibenzilidenoacetona)dipaládio(0) (Pd2dba3) no ar ou em solventes inócuos e adequados à temperatura ambiente.
Além da variante intermolecular da reação de Heck-Matsuda, processos de ciclização intramolecular também foram desenvolvidos para a construção de diversos heterociclos de oxigênio e nitrogênio.
O ciclo catalítico para a reação de arilação de Heck-Matsuda tem quatro etapas principais: adição oxidativa, inserção migratória ou carbopaladação, β-eliminação sin e eliminação redutiva. Esse ciclo proposto, envolvendo paládio catiônico com sais de arenodiazônio, foi reforçado por estudos com espectrometria de massa (ESI) de Correia e seus colaboradores. Esses resultados também mostram as interações complexas que ocorrem na esfera de coordenação do paládio durante a reação de Heck com o sal de arenodiazônio.